# Tribu Ketagalan

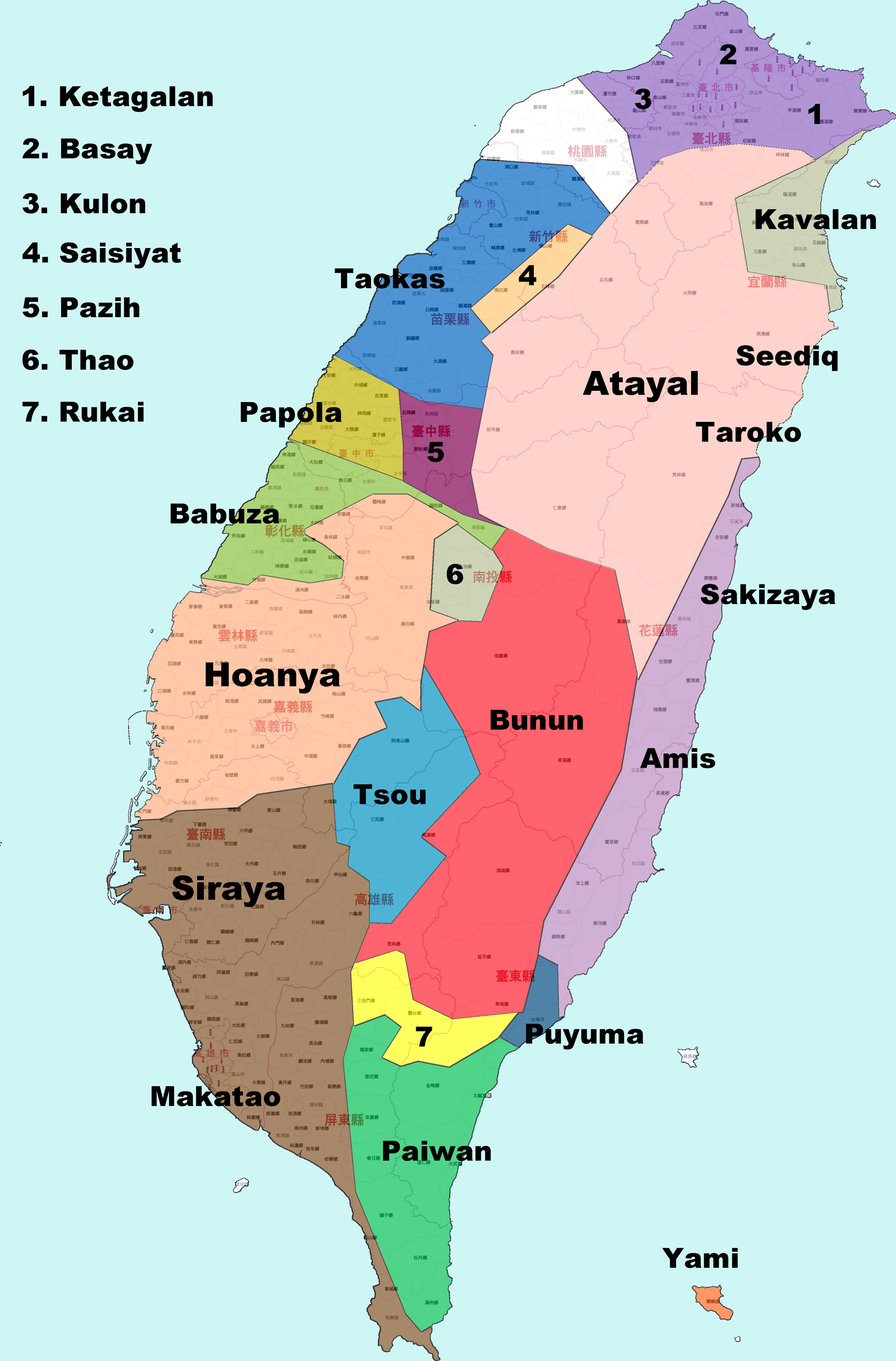
La zona donde se ubicaba la tribu Ketagalan (de color morado en el norte) en un mapa de Taiwán.

La tribu Ketagalan fue una etnia ubicada en lo que es actualmente Taipéi, en Taiwán y forma parte del origen histórico de la ciudad.

## Historia

La tribu Ketagalan en 1897.

Los primeros habitantes de Taipéi fue la etnia de la tribu Ketagala aunque la dinastía Qing marcó la historia de la ciudad.
Tras diferentes invasiones desde la parte de Europa, la dinastía Qing inició su imperio en Taiwán en el siglo xvii con lo que condujo a Taipéi a formar parte de la dinastía y lo que produjo que la ciudad fuese un famoso lugar para comerciar con diferentes materias como el té.
La tribu Ketagalan ocupó la cuenca de Taipéi hasta la invasión de China que se inició a comienzos del siglo xvii y, tras una guerra en 1895, el país de Japón se hizo con el control.
Entre el 29 y 30 de octubre de 2011, en el Parque de la Exposición de Taipéi se realizó una exposición sobre la tribu Ketagalan y se mostró, desde el 22 de octubre del mismo año hasta el 29 de abril de 2012, muestras de la cultura Ketagalan en el Museo del mismo nombre.